# Кратос (God of War)
Кратос (англ. Kratos, др.-греч. Κράτος) — протагонист серии игр God of War, разработанных американской компанией Santa Monica Studio. Помимо игр этой серии, Кратос появляется в основанных на них комиксах и книгах, а также — в виде камео — в ряде других игр. В большинстве игр серии Кратоса озвучил американский актёр Терренс Карсон; в игре God of War 2018 года его сменил Кристофер Джадж; в игре God of War: Ghost of Sparta Кратоса в детстве озвучил Энтони Дель Рио. Кратос в играх изображён как чрезвычайно мускулистый мужчина с наголо обритой головой, кожей пепельного цвета и красными татуировками на теле; его оружием являются короткие клинки, прикреплённые к предплечьям, но начиная с God of War 2018 года — боевой топор.
Согласно сюжетам игр, основанных на древнегреческой мифологии, Кратос — спартанский воин, полубог и сын Зевса, мстящий олимпийским богам за различные обиды, в том числе совершённое его же руками убийство собственной семьи; в этих играх он показан как жестокий, ни перед чем не останавливающийся антигерой. В первой игре серии он убивает Ареса, на правах победителя получив титул бога войны, и в хронологически последующих играх сражается с различными богами и мифическими чудовищами уже в этом качестве. В игре God of War 2018 года, основанной уже на скандинавской мифологии, Кратос показан постаревшим и уже не так легко поддающимся слепой ярости; он выступает как отец и наставник для своего сына Атрея.
Кратос стал одним из самых узнаваемых персонажей видеоигр, в частности, на игровых приставках семейства PlayStation, где почти исключительно выходили игры серии. Обозреватели, писавшие об играх «древнегреческой» эпохи, отзывались о нём положительно как о «крутом» и несгибаемом, но одновременно трагичном антигерое — тем не менее, о нём писали и как о одномерном, лишённом глубины персонаже. Постаревший Кратос из «скандинавской» God of War 2018 года вызвал единодушно восторженные отзывы критиков — как намного более человечный и проработанный протагонист.

## Идея и создание
Главная идея заключалась в том, чтобы придумать персонажа, который выглядел бы сурово, но в то же время отличался бы от классических греческих героев. Внешний вид персонажа должен был выражать его ненависть и импульсивность. На начальных этапах разработки лицо Кратоса было полностью закрыто маской, но эта идея была оставлена, так как такой дизайн предполагал «бездушность» главного героя, отсутствие у него характера. На протяжении процесса разработки Дэвид Яффе сфокусировался на главном для персонажа факторе — его суровости. Все классические доспехи были изъяты, для того чтобы показать его атлетичность. Были нарисованы десятки концепт-артов, от члена африканского племени до греков в классических доспехах. Дизайнеры сделали некоторые изменения, чтобы все варианты выглядели как можно более греческими. Некоторые модели включали в себя необычные элементы. Так, например, были выпущены модели Кратоса, который нёс на спине какое-то существо. Другие варианты были отвергнуты из-за сложности реализации в виде 3D-модели. Команда разработчиков сделала клинки Кратоса с его символом, так как они олицетворяли его животную природу и в то же время делали боевые сцены более плавными. В Северной Америке, в виде бонуса от GameStop к игре God of War III, или в Европейском издании игры God of War III: Ultimate Trilogy Edition добавлен внутриигровой контент — скин для главного героя, названный «Призрак Хаоса». Этот скин основан на ранних концептах главного героя.

## Свойства

### Личность
Во всей серии персонаж Кратоса позиционируется как антигерой, часто совершая аморальные поступки, чтобы продвинуться к своей цели, например, принося в жертву невинных людей. До начала событий, описываемых в играх серии, Кратос был командиром спартанской армии, заинтересованным только в увеличении собственного могущества, завоёвывая своих врагов. Его характер меняется, когда он становится слугой Ареса, после чего он верно служил ему на протяжении многих лет. После того, как он перестал служить Аресу, Кратос продолжил служить богам для получения прощения, тем не менее, показывая к ним откровенное отвращение. Получая задания от богов Олимпа, Кратос показывает своё неуважение к ним, исполняя их приказы с выгодой для себя. В первой игре серии его главный мотив — это месть Аресу. Боги обращаются к нему с заданием убить его, и Кратос принимает задание, чтобы отомстить Аресу за свою семью.

### Внешность
Кратос — лысый и мускулистый воин. Во всех играх серии кожа Кратоса абсолютно белая. Персонаж практически не использует одежду, носит только льняную повязку, сандалии, поножи и наручи с цепями. На его правую руку надета специальная защита, которая позволяет ему отражать атаки, появилась во второй части трилогии. На его тело нанесена большая татуировка в виде красной линии, пересекающая его торс, спину, левую руку и левую часть головы. Татуировка повторяет родимое пятно Деймоса, брата Кратоса. На правом глазу у Кратоса вертикальный шрам, полученный от Ареса. Также у него есть огромный шрам на животе, в отличие от шрама на правом глазу, этот шрам появляется у Кратоса после начальных событий второй части трилогии. На лице Кратос носит небольшую, острую бородку, без усов. Его оружие — широкие мечи, прикреплённые цепями к его предплечьям. Количество оружия и разновидность магии в каждой части оригинальной трилогии разные. Также в продолжении серии God of War на PS4 Кратос претерпел значительные изменения во внешности, он стал старше, обзавёлся густой бородой с усами, к тому же в перезапуске появилась возможность кастомизации персонажа, что позволяет носить разного вида доспехи.

## Роль в играхGod of War

### God of War: Ascension
God of War: Ascension является хронологически самым ранним приквелом к оригинальной игре God of War, который повествует о том, каким образом Кратос разорвал договор с Аресом перед тем, как стал служить богам Олимпа. Кратос — главный персонаж данной серии игр.
Официальный релиз приквела состоялся 12 марта 2013 года.

### God of War: Chains of Olympus
God of War: Chains of Olympus является приквелом к оригинальному God of War. События игры разворачиваются за десять лет до начала первой игры. Сюжет начинается в Аттике, куда олимпийцы послали Кратоса защищать город от персидской армии. После боя Кратос видит, как Солнце падает с неба на город. Кратос спешит к месту падения и обнаруживает там Солнечную колесницу и Храм Гелиоса. Возле входа в Храм он встречает Афину, которая говорит о том, что Гелиос исчез, а Морфей воспользовался его отсутствием, чтобы «погрузить богов в глубокую дрёму». Афина просит Кратоса спасти Гелиоса, чтобы тот смог остановить Морфея. Внутри Храма Эос использует статую для общения с Кратосом и сообщает ему, что титан Атлант похитил её брата Гелиоса. Пробудив огненных коней, Кратос попадает на них в Царство Аида. Там он встречается с Хароном, но проигрывает в сражении и без сознания оказывается в Тартаре. Со временем Кратосу удаётся выбраться из Тартара и победить Харона. На его лодке он плывёт по реке Стикс на свет Гелиоса, пока не приплывает в храм, где встречает Персефону. Она уговаривает Кратоса «освободить» всю свою злобу, сдав все магические способности и всё оружие, чтобы встретиться со своей дочерью Каллиопой в Элизиуме. Оказавшись там, Кратос узнаёт от Персефоны, что она освободила Атланта, чтобы тот смог уничтожить Олимп и вернуть её «свободу», мотивируя это тем, что её предали Зевс и Аид. Понимая, что это убьёт его дочь, Кратос решает пожертвовать своей человечностью, чтобы вернуть силы, которые он потерял. На вершине колонны, на которой держится мир, разыгрывается финальная схватка Кратоса и Персефоны. Приковав Атланта цепями к колонне, Кратосу удаётся победить Персефону. Гелиос возвращается на небо, но Кратос, ослабленный после боя, падает вниз, на Землю. Пока он был без сознания, Гелиос и Афина показывают удовлетворение сделанной Кратосом работой, и забирают два Олимпийских Предмета — Перчатку Зевса и Щит Гелиоса, оставив Кратоса на вершине горы, на которой начнётся действие игры God of War.

### God of War
До начала описываемых в игре событий, Кратос был самым молодым и перспективным командиром спартанской армии, получивший свою славу за кровавые бойни, устраиваемые им и его войском. Однажды войско Кратоса столкнулось с племенем варваров, численность которого превышала численность его армии. Армия Кратоса была разбита, а сам Кратос едва не пал от рук варварского вождя, но вовремя призвал Ареса — бога войны, и предложил ему вечную службу в обмен на спасение и уничтожение врагов. Он служил Аресу до тех пор, пока тот обманом не заставил убить Кратоса свою жену и дочь, после чего Кратос стал служить другим богам Олимпа в течение десяти лет. После стольких лет Кратос устал быть на побегушках у богов, которые так и не даровали ему прощения. Он обратился к Афине, которая предложила ему возможность искупить свои грехи, если Кратос сможет остановить Ареса и не дать ему разрушить Афины. Кратос попал в город и спас городского оракула, которая рассказала ему о Ящике Пандоры, который Кратос должен достать, если он хочет победить Ареса. Кратос смог достать Ящик, но Арес убивает его, и он попадает в царство Аида. После побега из подземного мира, он возвращается в Афины и, открыв Ящик Пандоры, получает силу, способную сразить Бога. Победив Ареса, Кратос не смог забыть убийство семьи. Из-за этого он пытается покончить жизнь самоубийством, но Афина не даёт ему это сделать и делает его новым богом войны.

### God of War: Betrayal
Действия игры God of War: Betrayal рассказывают о событиях, произошедших между первой и второй частью игры. Игра начинается с того, что Кратос, став новым богом войны, начал использовать свою божественную силу для помощи Спарте, когда та проводила наступление на неназванный город. Вскоре после этого воины Спарты сталкиваются с Аргусом — прислужником Геры. Кратос запирает монстра в канализации, где неизвестный ассасин убивает его. Спартанцы празднуют победу, однако Кратос осознаёт, что лишь рассердил богов и бросается следом за загадочным убийцей. Во время погони на Кратоса нападают несколько воинов нежити, отчего тот задумывается о том, что всё это дело рук Аида. Тем временем, убийца продолжает убегать от Кратоса, убивая на своём пути нескольких спартанцев. Озлобленный тем, сколько разрушения оставляет эта погоня, Зевс приказывает Керику остановить её. Керик является перед Кратосом, но бог войны отказывается повиноваться и вступает с ним в схватку. Получив преимущество во времени, убийца убегает. Кратос убивает Керика, спартанские воины празднуют победу, но бог войны осознаёт, что рано или поздно Зевс покарает его за непослушание.

### God of War: Ghost of Sparta
Сюжет построен на том, что Кратоса постоянно преследуют видения из его прошлого, которые заставляют его отправиться в опасное и трудное путешествие, чтобы распутать клубок тайны. На протяжении долгого пути, Кратос постепенно узнаёт те вещи, которые ранее были неведомы ему и мучили видениями. Кратос спускается с Олимпа в Атлантиду, чтобы узнать всю правду о своём родном брате Деймосе, которого похитили боги в раннем детстве. В поисках ответов на свои вопросы он посещает Атлантиду, которую своими действиями привёл к разрушению и затоплению. Новоявленный бог войны встречается со своей матерью и, узнав всё о брате, вынужденно убивает её, так как она превращается в монстра. Кратос отправляется за ответами в Спарту, по пути убив Эринию, пытавшуюся ему помешать. Кратос видит, как спартанцы крушат храмы Ареса и планируют воздвигнуть статуи своего бывшего генерала и нынешнего бога войны — Кратоса, поклоняясь теперь ему. Только в этой части можно увидеть, как Кратос проявляет какое-то сочувствие и симпатию к кому-то, помимо своей семьи — к спартанцам. Один из спартанцев даёт Кратосу спартанское оружие — копьё и щит с символикой Спарты.
В своём путешествии Кратос узнаёт, что Арес с Афиной забрали его брата по приказу Зевса, поскольку было предсказано, что «меченный спартанец» станет гибелью для всего Олимпа. Кратос узнал, что его брата держат в царстве бога смерти Танатоса, и вернулся в затопленную Атлантиду, чтобы попасть в это царство и вызволить своего брата.
Попав в царство Танатоса, Кратос смог вызволить своего брата, но тот, полный ненависти к Кратосу за то, что тот не смог его защитить, напал на Кратоса и в результате драки смог сильно избить его. В бой вмешался сам Танатос, который вовсе не желал вызволения Деймоса, и нападает на него. Танатос почти скидывает Деймоса с обрыва, но тот успевает ухватиться и пытается удержаться. Избитый до полусмерти Кратос, превозмогая боль и слабость, регенерирует, спасает своего брата, после чего даёт ему полученное ранее спартанское оружие, и братья начинают бой с Танатосом. Совместными усилиями им удаётся победить Танатоса, но в конце битвы Деймос погибает. Перед смертью Танатос произносит, что боги ошиблись и забрали не того спартанца, который им был нужен. Соответственно, в пророчестве говорилось именно о Кратосе, и именно он должен положить конец Олимпу, а не Деймос.
Кратос хоронит своего брата вместе со спартанским оружием, после чего появляется Афина, радуясь, что Кратос наконец-то отбросил всё, что связывало его с человеческим миром, и теперь может стать полноценным жителем Олимпа, но Кратос лишь зло произносит, боги ответят за всё.
Далее показан могильщик из God of War, который хоронит мать Кратоса и Деймоса, и, на фоне третьей (пустой) могилы, предназначенной, видимо, для Кратоса, произносит: «Лишь один остался».

### God of War II
God of War II начинается в тронном зале Кратоса — нового бога войны. Однако он решил избегать других олимпийских богов, помогая спартанцам в битвах. Это не понравилось некоторым олимпийцам, но даже после получения открытого ультиматума, Кратос проигнорировал их и решил уничтожить город Родос, где вела бой спартанская армия. Зевс оживил Родосского Колосса, чтобы обманом заставить Кратоса перевести всю свою божественную силу в Меч Олимпа, с помощью которого Зевс победил Титанов в Великой Войне. После этого Зевс является перед Кратосом и пронзает его Мечом Олимпа, сказав Кратосу, что он никогда не воцарится на Олимпе. После этого Гея помогает Кратосу сбежать из Тартара и советует ему найти Сестёр Судьбы, для того чтобы изменить свою судьбу. Кратос отправляется на Остров Судьбы, где получает Золотое Руно и магическую силу некоторых оставшихся в живых Титанов. Со временем Кратос с помощью Атланта достигает Храма Сестёр Судьбы и побеждает их, потому что они отказали Кратосу, сказав, что его судьба уже определена. Затем Кратос берёт в руки нить со своей судьбой и отматывает время назад, к тому моменту, когда Зевс предал и убил его, и возвращает в свои руки Меч Олимпа. Кратос и Зевс начинают бой. Зевс получает серьёзное ранение, но Афина закрывает его своим телом и Кратос наносит смертельный удар ей, а не своему врагу. Перед смертью Афина рассказывает Кратосу, что он — сын Зевса. В конце Кратос отправляется во времена Великой Битвы, спасает титанов от Зевса и ведёт на Олимп. Сама игра заканчивается тем, что Кратос, стоя на спине Геи кричит: «Зевс, твой сын вернулся!» После чего появляется надпись: «Конец начался».

### God of War III
События игры начинаются сразу после окончания God of War II, где Кратос на спине Геи взбирается на Гору Олимп вместе с Титанами. После убийства Посейдона, Кратос добирается до дворца на вершине горы, но Зевс молнией сбивает его вместе с Геей. Гея отказалась помочь Кратосу, заявив, что это не его война, а война титанов. Кратос падает в реку Стикс, где души лишают его сил. Вскоре после этого Кратос встречается с призраком Афины, которая преподносит ему новые клинки, Клинки Изгнанника. Теперь и сама Афина желает смерти Зевса. Она рассказывает ему о Пламени Олимпа, источнике силы олимпийцев. Кратос держит свой путь сквозь Царство мёртвых, убивает самого Аида, а потом Гелиоса и Гермеса. Посланный Гефестом на смерть к Кроносу, Кратос убивает Кроноса, а затем и Гефеста. Вернувшись на Олимп, Кратос продолжает свой путь к мести, убивая и олимпийцев, и Титанов. Смерть каждого приближает мир к хаосу: после смерти Посейдона города Греции наводнил мировой океан, после смерти Гелиоса солнце скрылось, а после смерти Гермеса людей охватила чума. На своём пути Кратос встречается с Пандорой, дочерью Гефеста, которая является ключом к Пламени Олимпа и Ящику Пандоры, который, как оказывается, всё ещё хранит в себе силу, способную убить бога. На вершине горы Кратос встречается с Зевсом в битве, а Пандора жертвует собой, чтобы Кратос смог открыть Ящик. Но её смерть оказалась напрасной — Ящик был пуст. Продолжая битву, Кратосу удаётся ранить Зевса Мечом Олимпа и убить Гею. Однако, чуть позже, когда Кратос вытаскивает меч из тела Зевса, Дух Зевса начинает душить Кратоса и он погружается в своё сознание, чтобы спастись от него. После мучительных поисков самого себя и прощения, Кратос находит силу Надежды и в итоге забивает Зевса до смерти голыми руками. После его смерти мир окончательно погружается в хаос, так как теперь его никто не контролирует. Перед Кратосом предстаёт Афина и требует у него силу, которую он нашёл в Ящике Пандоры. Она рассказала ему о том, что после Великой войны Зевс заточил всё зло мира в Ящик, но Афина страшилась, что эти силы могут снова освободиться, поэтому заключила вместе с ними свою светлую силу. Афина верила, что когда Кратос впервые открыл Ящик, он получил именно злые силы, однако на самом деле он получил светлые, в то время как тёмные силы заразили богов Олимпа. Отказав в просьбе Афины, Кратос пронзил себя Мечом Олимпа, подарив каждому человеку каплю надежды и освободив людей от гнева богов. Улыбаясь своему триумфу, Кратос лежит посреди руин Олимпа, в луже собственной крови. Однако, в сцене после титров его тела больше нет среди руин, лишь кровавый след ведёт прочь в обрыв.

### God of War (2018)
Прошло много лет с тех пор, как Кратос свершил свою месть над богами Олимпа и даровал силу Надежды всему человечеству. Кратос покинул Грецию и ныне живёт отшельнической жизнью на далёком севере, в суровом мире Скандинавских богов и чудовищ, именуемом местными Мидгардом. Там он нашёл любовь в лице смертной женщины-воина Фэй, которая родила от спартанца сына Атрея. Мальчик рос с матерью, которая учила его охоте и стрельбе из лука «Когтя», которая сама ему сделала, разным языкам в Девяти Мирах, а также рассказывала ему о богах и обитателях Мидгарда. В то время Кратос мало уделял внимания сыну, предпочитая своё одиночество, стараясь скрыть как своё прошлое, так и свою божественную сущность. Однако Фэй умерла, оставив Кратосу свой боевой топор «Левиафан» и просьбу сжечь её, а прах развеять «на самой высокой точке Девяти Миров». Также она просит позаботиться об Атрее.
События игры начинаются с того, что Кратос, сам того не зная, срубает деревья с рунами, которые оберегали их жилище от взоров других обитателей девяти миров.
В день похорон, когда Кратос и Атрей вернулись в свою хижину с неудачной охоты на оленя, переросшую в битву с троллем, к ним в двери стучится незнакомец, чьё тело полностью покрыто татуировками. Тот пришёл за великаном коим счёл Кратоса, но нарвался на божество из другого мира. В Кратосе пробуждается Гнев Спарты, что приводит к катастрофическим разрушениям на участке леса у подножья гор. Кратос берёт верх над незнакомцем и ломает ему шею, бросая тело в каньон. Измотанный от сражения, он говорит сам с собой, обращаясь к Фэй, указывая что Атрей не готов к путешествию, но выбора у них нет.
В путешествии к высокой горе у Озера Девяти, им встречается грубоватый гном-кузнец Брок, признающий топор Кратоса, как одно из своих творений, созданных вместе со своим братом, Синдри, более мягким по натуре, и потому отвечавшим за внешнюю облицовку оружия. Но позже братья повздорили до такой степени, что разделили на пополам своё кузнечное клеймо. Когда герои позже встречаются с Синдри, он не скрывает, что не только знал Фэй, но и сильно огорчён вестями о её кончине.
Заметив следы кабана, Атрей вновь начинает охоту, и ему даже удаётся ранить животное, но оно убегает в мистический туман, в котором Кратос на время теряет сына, пока не оказывается у входа в зачарованную чащу, где неизвестная Лесная Ведьма отчитывает мальчика и его отца за ранение её «друга», последнего в своём роду. После того как Кратос нашёл травы для зелья, лесная ведьма отдала ему свой компас. Кратос и Атрей покинули лесную ведьму, далее они встретили мирового змея.

### God of War: Ragnarök
События игры разворачиваются под конец Фимбулвинтера спустя около 3 лет после событий прошлой части. Неожиданно к их дому является Тор, который предлагает выпить медовухи. Во время разговора Кратоса с Тором к ним стучится незнакомец, которым оказался бог Один. Один предлагает Кратосу не вмешиваться в Рагнарёк и чтобы Атрей отказался от поисков бога Тюра, но Кратос отвечает отказом, после чего Тор бросается на Кратоса. Битва была настолько сильной, что на мосту Тюра осталась застывшая ледяная молния от столкновения топора Левиафана и молота Тора Мьёльнира. По пути домой Кратос встречает гномов Брока и Синдри, которые предлагают Кратосу переехать. Вернувшись домой Кратос спрашивает Атрея о чём они говорили с Одином, пока он бился с Тором. Атрей поведал, что Один звал его в своё царство Асгард, но он ответил отказом. После этих событий Кратос с Атреем переезжают в дом к Броку и Синдри, который расположен на ветвях мирового древа в мире между мирами. Атрей предлагает отцу найти Тюра, который по его мнению заточен Одином в Свартальвхейме. Не без помощи гномов они отправляются в Свартальвхейм, где отыскивают гнома Дурлина, который даёт им карту шахт. В итоге они находят Тюра, заточённого в шахте, который принимает их за шпионов Одина. Тюр бросается бежать от незнакомцев, но после неудачного побега соглашается помочь Кратосу и Атрею победить Одина. Вернувшись домой в тайне от отца Атрей решает пойти в богине Фрейе, чтобы предложить объединить усилия в борьбе против Одина. Атрей помнит, что они с отцом убили Бальдра, сына Фрейи и что разговор будет не простым. По пути к Фрейе Атрей с Синдри решают поговорить с мировым змеем Йормунгандом, но тот отвечает одним словом "Ярнвид" и уползает. Добравшись до Фрейи Атрей рассказывает ей о том, что он великан и что все великаны погибли. Но Фрейя прогоняет Атрея, и он возвращается домой. После беседы с Тюром, Кратос принимает решение отправится в храм Гроа в Альвхейме, чтобы больше узнать о Рагнарёке.

## Влияние на культуру

### Оценки критиков
После выхода God of War, Кратос получал в основном положительные отзывы. GameSpot заметил, что способ подачи сюжета не позволял полностью понять характер Кратоса на ранних стадиях игры, объясняя его мотивы по ходу продвижения основного сюжета. Персонажа часто описывали как «симпатичного антигероя», часто характеризовали его как «вызывающего симпатию» из-за его характерного злопамятства. IGN называла его просто «беспощадным», «безжалостным» и «сеющим разрушение», отмечая месть как его главную черту характера и что «ему плевать на власть Олимпа. Кратос не хочет никого спасать, не говоря уж о самом себе. Он хочет убить бога войны ради удовольствия, которое он получит, пронзая мечом его сердце». Однако, заявление IGN подразумевало, что со временем игрок начнёт «любить и ненавидеть Кратоса и ненавидеть Ареса». GameDaily включило его в список топ-25 игровых антигероев, утверждая, что его любят за то, «как он круто выглядит, когда разрывает врагов на части», добавляя, однако, что у него серьёзные психические проблемы. В более поздней статье они назвали его «антигерой с тёмным прошлым» и поместили его в список топ-25 игровых архетипов. История Кратоса также получила положительные отзывы, например, GamePro прямым текстом заявила, что «трагическое падение Кратоса и его брутальное восхождение на Гору Олимп сделало игру такой запоминающейся». Кратос занял четвёртое место в списке IGN топ-10 игровых персонажей, которые должны умереть. GamesRadar включил Кратоса в список 25 лучших новых игровых персонажей десятилетия, утверждая, что поначалу он кажется обычным персонажем, но вскоре игроки узнают, что в нём уживается «непоколебимая сила природы» и «сломленная, трагическая личность».
Кратос получил 9 место в списке пятидесяти лучших персонажей компьютерных игр по версии книги рекордов Гиннесса в 2011 году.
Геймплей часто описывали как «кошмар для его врагов, но мечта для управления», управление вне боя, например, использование крыльев Икара, также получило положительные отзывы. Его роль в первой игре получила похожие отзывы, особенно его «трагическое падение и брутальное восхождение на Гору Олимп». А в 2011 году он попал в книгу рекордов Гиннесса как 9-й величайший персонаж видеоигр.. Кратос также появился в роли играбельного персонажа в игре для PlayStation 3 Hot Shots Golf: Out of Bounds. Продюсер игры Prince of Persia  Бен Маттес в своём отзыве назвал Кратоса суперкрутым персонажем, но он «слишком чёрно-белый: в его характере только ярость, в его диалогах только ярость, даже в его дизайне — только ярость». К Кратосу как к игровому персонажу обращались дважды. Первый — это его доспехи и Клинки в Оружейной Короля Бохана в игре Heavenly Sword, а второй — это пародия на God of War в игре The Simpsons Game, где он появляется на рекламном стенде.

## Другие вселенные
Кратос присутствует в игре Soulcalibur: Broken Destiny для PSP. Кратос также появился в игре Mortal Kombat, в версиях для PlayStation 3 и PlayStation Vita. По сюжету Кратос был перемещён в пространстве и времени Шао Каном, который провёл древний ритуал, чтобы получить в своё распоряжение величайшего воина всех времён для победы в Смертельной Битве. Однако заклинание Шао Кана не смогло удерживать Кратоса под контролем, он освободился и, одержав череду побед в Смертельной Битве, убил Шао Кана. Заклинание, которое удерживало его, начало таять. Растворяясь в пространстве и времени, Кратос встретил Рэйдена и Фуджина. Думая, что это новые враги, Кратос, приготовился атаковать их. Однако, Рэйден и Фуджин поклонились ему и поблагодарили за спасение Земного измерения, пусть и ненамеренное. Вернувшись обратно в свой мир, Кратос молча кивнул. Он подумал, что их долг перед ним ещё может оказаться полезен.
Кратос появляется как игровой персонаж в файтинге-кроссовере PlayStation All-Stars Battle Royale.

### Маркетинг
Модель Кратоса выпускалась в двух сериях игровых моделей по мотивам God of War II. Первая модель показывала Кратоса в его обычном виде, когда он замахивается мечом, а вторая изображала Кратоса с Золотым Руном и головой Медузы Горгоны в руке. Тридцатисантиметровая модель Кратоса с шестью записанными голосовыми фразами была включена в эти выпуски. Второй набор из двух фигурок включал в себя Кратоса в доспехах Ареса и вышел позже. Его главное отличие — разное выражение лица. Поклонники игры создавали свои собственные фигурки Кратоса. Для рекламы игры LittleBigPlanet Sony включила модель Кратоса в игру для тех игроков, которые сделали предзаказ игры в определённых магазинах. В январе 2009 года модель Кратоса для игры LittleBigPlanet стала доступна на PlayStation Network Store. Кратос также фигурировал как приглашённый персонаж в файтинге от Namco под названием Soulcalibur: Broken Destiny, вышедшем на PlayStation Portable. Также он появится в файтинге Playstation All-Stars Battle Royale.
На пресс-конференции компании Sony на выставке E3 2016 была анонсирована новая часть God Of War, которая будет являться эксклюзивом для Playstation 4.